# Nancy Huston
Nancy Louise Huston född 16 september 1953 i Calgary, numera boende i Paris, är en kanadensisk författare som huvudsakligen skriver på franska och översätter sina egna verk till engelska.
Huston skriver sina böcker på franska trots att hon inte lärde sig franska förrän hon flyttade till Paris. Sedan 1980 har Huston publicerat mer än nitton fakta- och skönlitterära böcker inkluderat de tre engelska versionerna av egna publicerade franska verk. Av hennes romaner har endast Histoire d'Omaya (1985) och Trois fois septembre (1989) inte blivit publicerade på engelska.
Hennes första roman, Les variations Goldberg (1981), belönades med Prix Contrepoint. Hon översatte denna roman till engelska som The Goldberg Variations (1996).
Hennes nästa stora pris kom 1993 när hon fick Governor General's Awards för Cantique des Plaines. Hustons pris orsakade en del diskussioner bland Québecs litterära, då författaren inte var fransk-kanadensisk. Dessutom så gavs romanen först ut på engelska och översattes därefter till franska och den engelska versionen av romanen var aldrig nominerad till den engelskspråkiga kategorin av priset.